# Friedrich Gottlieb Crome
Friedrich Gottlieb Crome (* 9. Januar 1776 in Einbeck; † 12. Januar 1850 in Markoldendorf) war ein deutscher lutherischer Theologe und Autor.
Er war ein Sohn Ludwig Gottlieb Cromes. Ab 24. April 1795 studierte er Theologie an der Universität Helmstedt. Das Studium setzte er ab 3. Mai 1797 an der Universität Göttingen fort und machte dort 1805 sein Examen. Im selben Jahr wurde er an der Ritterakademie Lüneburg Hofmeister. Zwei Jahre später wurde er zweiter Pastor an St. Michaelis (Lüneburg), wodurch er auch für die dortige Garnison zuständig wurde. 1814 trat er den Freimaurern bei; er war Mitglied der Loge Selene zu den drey Thürmen und zeitweise deren Meister vom Stuhl. Am 26. Dezember 1820 wurde er an St. Michaelis offiziell erster Pastor, was er seit 1816 bereits geschäftsführend gewesen war.
1828 wurde er als Superintendent nach Markoldendorf berufen. In dieser Funktion war er zuständig für die Inspektion Markoldendorf in der Generaldiözese Hildesheim. Zu der Inspektion gehörten Oldendorf, Markoldendorf, Holtensen, Deitersen, Amelsen (an diesen fünf Kirchen war Crome zugleich erster Pastor), Dassel, Ellensen, Hilwartshausen, Hoppensen, Mackensen und Sievershausen. Das Amt bekleidete er bis 1850.

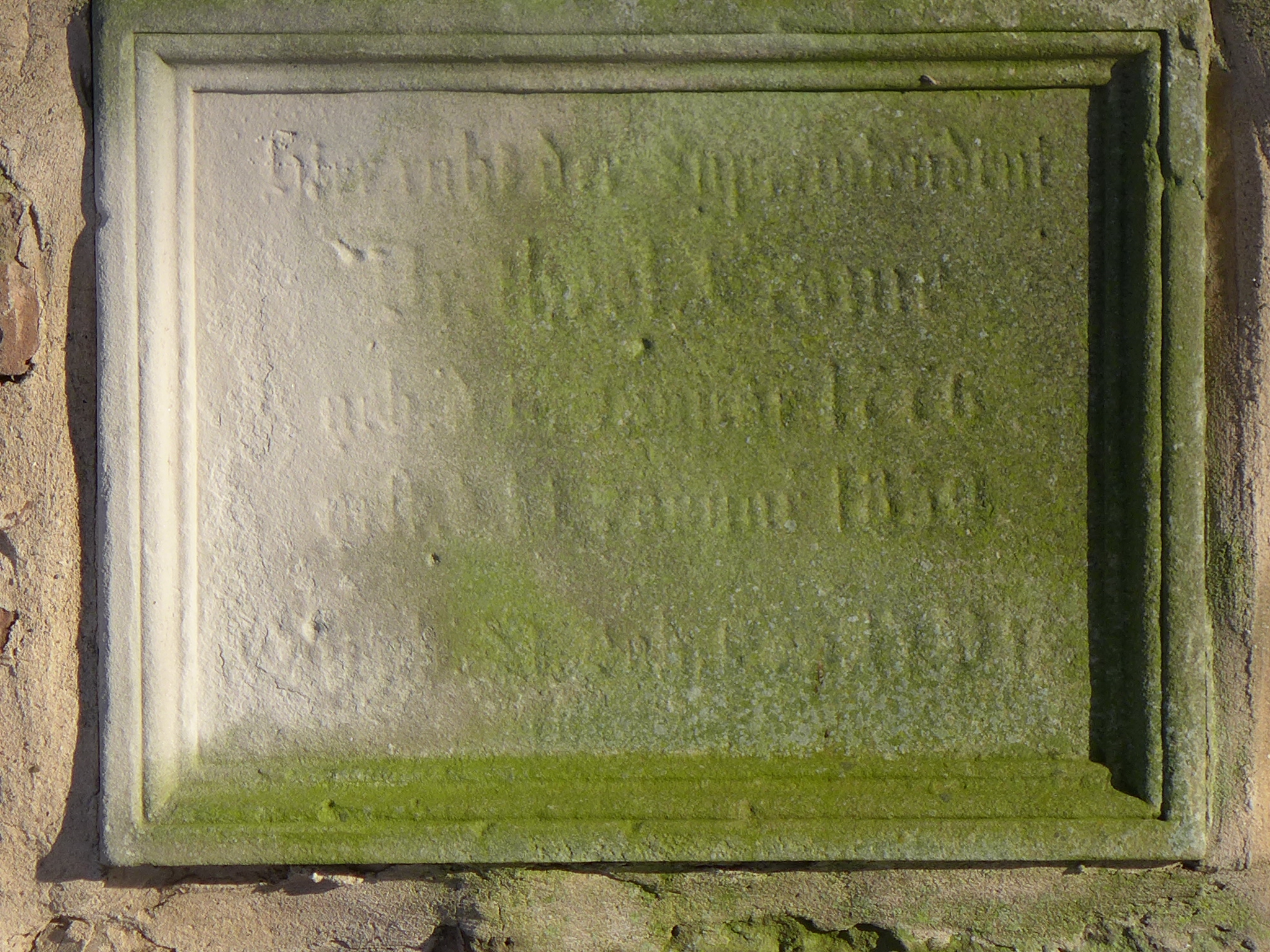
Grabplatte von Friedrich Gottlieb Crome

Crome übte eine vielseitige literarische Tätigkeit aus. Unter anderem war er Mitarbeiter am Brockhaus-Konversationslexikon und der Darmstädter Kirchenzeitung.
Aus seinen beiden Ehen mit Friederike Ritter (1789–1814) und Sophie Maria Ebeling (1788–1860) erreichte je eine Tochter das Erwachsenenalter. Luise Crome (1810–1863) heiratete Wilhelm Franz Gottlieb Francke.

## Schriften
- Friedrich Konrad Hornemann. In: Zeitgenossen: Biographieen und Charakteristiken, ein biographisches Magazin für die Geschichte unserer Zeit. Bd. 1 (1816) S. 135. (Autor F.G. Crome ist nur im Inhaltsverzeichnis genannt)
- Probabilia haud probabila oder Widerlegung der von Herrn Dr. Bretschneider gegen die Aechtheit und Glaubwürdigkeit des Evangeliums und der Briefe des Johannes erhobenen Zweifel. Leiden, Leipzig 1824.
- Beyträge zur Erklärung des Neuen Testaments. 1828, In: Göttingische Gelehrte Anzeigen.
- Geographisch-historische Beschreibung des Landes Syrien. 1834.